# 脇屋敷
脇屋敷（わきやしき、1988年5月18日 - ）は、日本のお笑いタレント。女性。
鹿児島県伊佐市出身。松竹芸能所属。本名、脇屋敷 麻美（わきやしき あさみ）。

## 略歴・概説
- 身長160cm、血液型はB型[2]。
- 鹿児島県立大口高等学校卒業[1]。
- 松竹芸能タレントスクール23期生（2013年4月入学、2014年3月卒業）出身[3]（同期にはガール座[4]、ジョリー惑星・⊿あべみな[5]　など）。
- 趣味はデパ地下巡り、物産店巡り、自宅に人を招いて手料理でもてなすこと、夜中に住宅街を歩き、家を見てその家の生活を想像すること[2]。
- 特技はデパ地下の商品案内、料理、料理をおいしそうな感じを出して食べること、申し訳なさそうな表情を出すこと。身振り手振りだけで外国人とのスキンシップが出来る[2]。 
  - デパ地下の洋菓子店で5年間アルバイトをしていた[2]。
- かつてバックパッカーで世界中を旅して歩き、ニュージーランドの牧場で働いていたことがある。笹塚でルームシェアもしていた。[6]。
- かつて「パッキンセーブ」という男女コンビ（この時の相方はかつて松竹芸能に所属していた元ピン芸人アーム祭主）で活動。このコンビの結成当初のコンビ名は「ネルソン」だったが、このコンビ名のままで活動することが難しいと感じ、2013年6月にパッキンセーブに改名。このコンビ名は、脇屋敷も滞在していたことがあるニュージーランドで展開するスーパーマーケットの名前から名付けた[7]。パッキンセーブは2014年8月に解散[8]。
- 2013年10月13日放送のフジテレビの番組『アバケン』でテレビ初出演[9]。
- 2016年2月11日から、キンタロー。主宰の女芸人ユニット『SBK48』のメンバーとしても活動。
- SBK48内のデブ選抜である松木坂46に参加している。

## 出演

### テレビ
- アバケン（フジテレビ）- 2013年10月13日[9]
- NEWSな2人（TBS）
  - 2016年7月9日「今夜は肉食系女子が大集合！」[10]
  - 2017年3月11日「勝手にブームにするな！それ、本当に流行ってる？徹底検証！！」[11]
  - 2017年8月19日「あのデモは今…大追跡SP＆禁断の未公開映像も大公開！」[12]
- ぶっちゃけ寺&Qさま!!豪華2本立て3時間スペシャル・第1部お坊さんバラエティ ぶっちゃけ寺 (テレビ朝日) 「自分を変えたい…メイプル・安藤なつが断食寺でガチ修行」コーナーに出演 - 2016年9月5日[13]
- ○○式って効くの? 正月太りすぐ解消ＳＰ（テレビ東京）- 2017年1月5日[14]
- ウチのガヤがすみません!（日本テレビ）- 2017年5月24日初出演[6]

### ラジオ
- サンドウィッチマンの天使のつくり笑い（NHKラジオ第1放送）- 2015年5月26日初出演[15]

### インターネット番組
- Rakuten SUPER LIVE TV
  - 2017年3月4日 - 3月8日(計5回)「お料理大好き芸人」として出演[16][17]
  - 2017年6月17日 - 6月21日(計5回)[18]

※SBK48、松木坂46としての出演については、SBK48#公演以外の出演を参照。